# Biserica „Sfântul Arhanghel Mihail” din Todirești
Biserica „Sf. Arhanghel Mihail” este o biserică amplasată în Todirești, raionul Ungheni, Republica Moldova. Este un monument arhitectural de importanță națională inclus în Registrul monumentelor Republicii Moldova ocrotite de stat cu nr. 1706 (raionul Ungheni). Datează din 1875.